# Supplex Libellus Valachorum Transsilvaniae

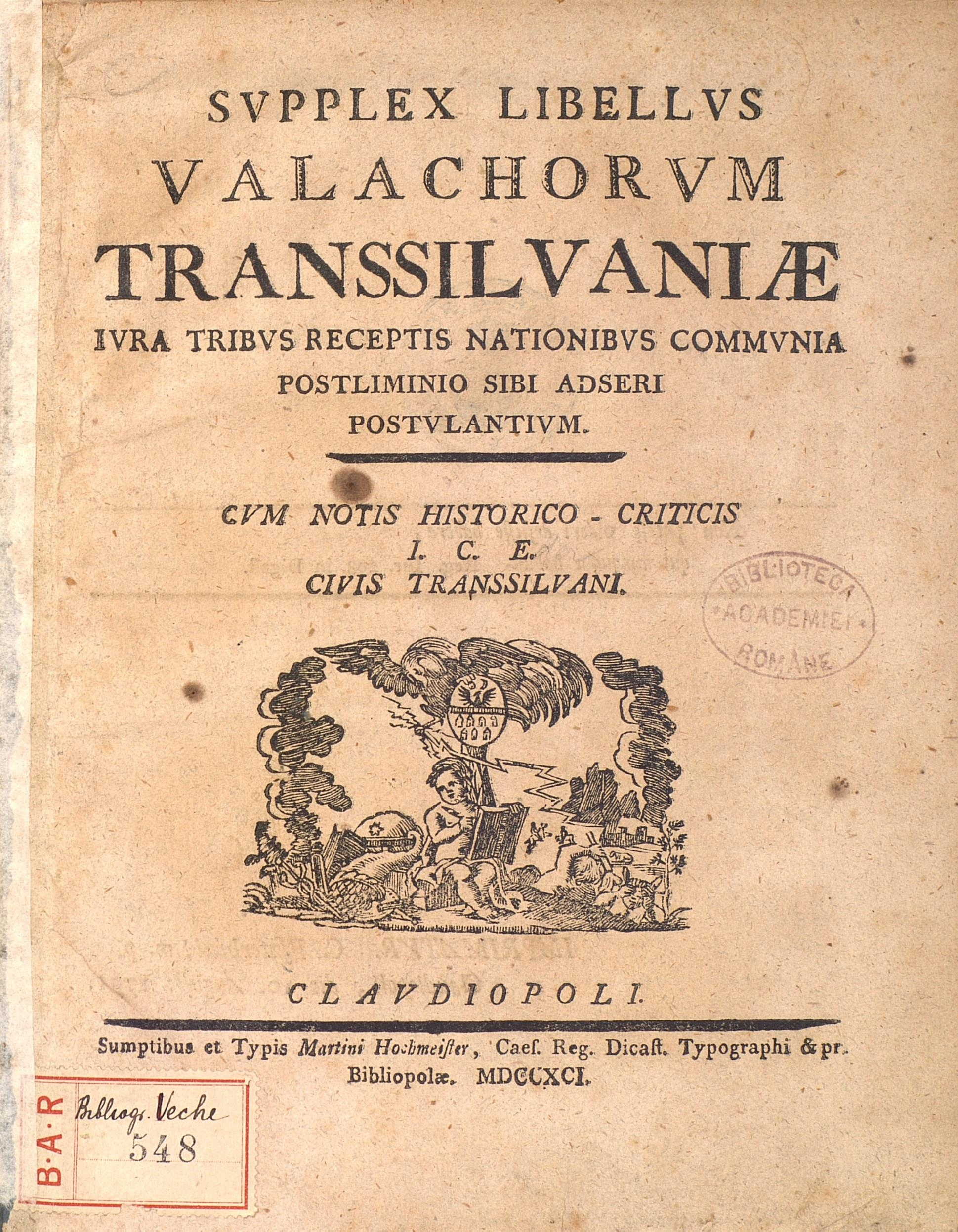
Prima pagină a petiției, tipărită la Cluj

Supplex Libellus Valachorum Transsilvaniae (din latină, însemnând Petiția Valahilor din Transilvania) este numele a două memorii înaintate de liderii națiunii române din Transilvania împăratului Leopold al II-lea al Sfântului Imperiu Roman.
Primul Supplex a fost trimis în martie 1791 de Ignatie Darabant, episcop greco-catolic de Oradea, Consiliului de Stat din Viena. Cel de al doilea Supplex, o versiune mult lărgită și argumentată a primului, a fost înaintat Curții din Viena pe 30 martie 1792 de către Ioan Bob, episcopul greco-catolic de Blaj, și de Gherasim Adamovici, episcopul ortodox al Transilvaniei.
Documentul a fost redactat de cei mai însemnați reprezentanți ai națiunii române din Transilvania (în cea mai mare parte clerici ai Bisericii Române Unite cu Roma): Samuil Micu, Petru Maior, Gheorghe Șincai, Ioan Piuariu-Molnar, Iosif Meheși, Ioan Budai Deleanu, Ioan Para etc. Petiția era semnată în numele națiunii române de categoriile sale libere Clerus, Nobilitas, Civicusque Status Universae Nationis in Transilvania Valachicae.
Cererile supplex-ului erau structurate în jurul câtorva idei, corespunzând doleanțelor laicilor și clericilor români: 
1. „ca numirile odioase și pline de ocară: tolerați, admiși, nesocotiți între stări și alte de acest fel, care ca niște pete din afară, au fost întipărite fără drept și fără lege (pe fruntea națiunii române), acum să fie cu totul îndepărtate, revocate și desființate“ (reintegrarea românilor ca națiune de drept în Transilvania)
2. „națiunea română să fie repusă în folosința tuturor drepturilor civile și regnicolare“ (restituirea drepturilor istorice vechi medievale)
3. „clerul acestei națiuni credincios bisericii orientale să fie tratat în același fel ca și clerul națiunilor care alcătuiesc sistemul uniunii“ (egalitatea clerului)
4. „la alegerea slujbașilor și deputaților în dietă ... să se procedeze în chip just, în număr proporțional cu această națiune“ (reprezentare proporțională în dietă și funcționărime)

Textul Supplex-ului se referă transparent la Declarația Drepturilor Omului și ale Cetățeanului a Franței și include și unele motive istorice, precum și statistici despre români (care formau aprox. 55% din populația Transilvaniei). Despre o cercetare mai recentă, argumentarea Supplex-ului se bazează pe ideile dreptului natural și pe tradiția juridică feudală maghiară.
Petiția a fost respinsă, astfel încât statutul românilor a rămas neschimbat.

## Extrase din Supplex Libellus Valachorum
„Fericite auguste împărate! (...) Națiunea română este cu mult cea mai veche dintre națiunile Transilvaniei din vremea noastră, întrucît este lucru sigur și dovedit, pe temeiul mărturiilor istorice, al unei tradiții niciodată întrerupte, a asemănării limbii, datinilor și obiceiurilor, că ea își trage originea de la coloniile romane aduse la începutul secolului al doilea de către împăratul Traian, în nenumărate rînduri, în Dacia, cu un număr foarte mare de soldați veterani, ca să apere Provincia. Urmașii lui Traian Augustul au stăpînit Dacia cîteva secole. Sub a lor neîntreruptă stăpînire, în această Provincie a fost răspîndită și credința creștină după ritul bisericii răsăritene prin străduința episcopilor Protogen, Gaudențiu, Niceta și Theotin, mai ales în secolul al IV-lea, după cum ne-o arată această întreagă istorie bisericească. (...) Cînd ungurii, către sfîrșitul secolului al IX-lea, sub ducele (lor) Tuhutum, au năvălit în părțile Transilvaniei, locuitorii romani ai acestor (părți) se numeau cu numele, schimbat, de vlahi, după mărturia celui mai vechi scriitor al Ungariei, Anonymus, notarul regelui Béla: în fruntea lor se afla în clipa aceea ducele lor propriu, Gelu, cu putere supremă, nenorocos însă în lupta la care a pornit cu ungurii spre apărarea patriei sale, de vreme ce în acea luptă el și-a pierdut și domnia și viața. (...) Atît istoria Patriei cît și istoria romană ne arată că românii au locuit în părțile Transilvaniei desigur cu multe secole înainte de a fi venit ungurii, și, cînd ei, pierzînd în luptă pe propriul lor duce Gelu, nu s-au mai împotrivit ungurilor, ci mai curînd, de bunăvoia lor, prin chiar acest fapt au admis de la sine pe unguri la conlocuirea cu dînșii, la concetățenie, ca și la comunitatea drepturilor regnicolare. Ungurii au fost mulțumiți cu această liberă și spontană acțiune a românilor, și amîndouă neamurile și-au găsit în concetățenie și în comunitatea drepturilor fericirea lor, pe care n-au voi s-o încreadă sorților unui război ulterior, de al cărui sfîrșit nesigur amîndouă trebuiau să se teamă. (...) Că sașii au venit în părțile Transilvaniei în secolul al XII-lea, (iar) armenii și bulgarii în secolul al XVII-lea și că au obținut (și ei) admisiunea, ne mărturisesc, afara de istorie, privilegiile și diplomele principilor. Mai rămîn germanii, cetățeni ai Patriei, care, după cum ne-o dovedește de asemenea istoria, au venit în Provincie mai ales pe la sfîrșitul secolului al XVII-lea cu armata fericitului împărat Leopold și au obținut admisiunea exact în același fel în care (au obținut-o) și ungurii, care au venit pe la sfîrșitul secolului al IX-lea. (...)”—D. Prodan, Supplex Libellus Valachorum, ediția 1967: Ed. Științifică, București, 1967, p. 493-509

## Tradiția petiționarismului în Transilvania
Supplex-ul se încadrează în linia revendicativă începută de episcopul Ioan Inocențiu Micu-Klein, care a cerut pentru prima oară drepturi pentru națiunea română din Transilvania, bazându-și solicitările pe argumente juridice solide. În aceeași tradiție se înscrie petiția trimisă în 1791 la Viena de Mihai Timariu, vicarul Hațegului, în numele clerului greco-catolic din Blaj, Memorandumul Transilvaniei, trimis în anul 1892, petițiile lui Iuliu Maniu adresate mareșalului Ion Antonescu, mișcarea memorandistă din 1956, care viza repunerea în libertate a Bisericii Române Unite cu Roma, memorandumul transilvănean pentru construcția regională a României ( Arhivat în 19 octombrie 2007, la Wayback Machine.), memorandumul greco-catolic din anul 2002 (Memorandumul din 2002 Arhivat în 24 octombrie 2005, la Wayback Machine.), ca și protestele ierarhiei ortodoxe legate de patrimoniul fundației Gojdu din Sibiu.